# In the Watches of the Night
In the Watches of the Night è un cortometraggio muto del 1909 scritto e diretto da David W. Griffith.

## Trama
John Whitney perde il suo lavoro. Disoccupato e disperato, non riuscendo a trovare il denaro per mantenere la moglie e il loro bambino, penetra in una ricca casa per rubare. Sorpreso sul fatto, viene arrestato. Uno dei poliziotti è però un suo vecchio amico che, prima di portarlo in prigione, gli permette di andare a casa a salutare i suoi. John, umiliato, decide di suicidarsi insieme alla sua famiglia. Ma il derubato, cui sono state spiegate le condizioni del disgraziato ladro, ferma Whitney prima che questi riesca a mettere in atto il suo disperato progetto.

## Produzione
Prodotto dalla Biograph Company, il film fu girato a Edgewater nel New Jersey.

## Distribuzione
Distribuito dalla Biograph Company, il film - un cortometraggio in una bobina - uscì nelle sale cinematografiche statunitensi il 25 ottobre 1909.